# 冬原パトラ
冬原 パトラ（ふゆはら ぱとら）は、日本のライトノベル作家。小説投稿サイト「小説家になろう」でも活動している。
代表作『異世界はスマートフォンとともに。』は、2013年4月8日から「小説家になろう」で連載されている作品で、累計1億ページビューを突破している。本作は2015年にHJノベルス（ホビージャパン）より書籍が刊行されており、2017年にはアニメ化もされている。

## 作品
- 異世界はスマートフォンとともに。（『HJノベルス』、イラスト：兎塚エイジ、既刊31巻）
- VRMMOはウサギマフラーとともに。（『HJノベルス』、イラスト：はましん、既刊9巻）